# ココア (フロリダ州)
ココア（Cocoa）は、アメリカ合衆国フロリダ州のブレバード郡にある都市。英語の発音は「コゥコゥ」。人口は1万9041人（2020年）。沖合にココアビーチ市がある。

## 概要
「ココア」は1884年に公式の地名になった。その由来ははっきりしておらず、複数の説がある。地元産の農産物の中から選んだという説、河岸にココアを出す店があったという説、当時人気があった「Baker's Cocoa」から来ているという説がある。1895年に法人化し「ココア市」が誕生した。
長らく農業がココアの主要産業だったが、1960年代前半に近隣のケープ・カナベラルにケネディ宇宙センターが建設され観光業が急成長した。
銃器メーカーKelTecの本社がある。

## 交通
- 市内を南北に国道1号線と州間高速道路95号線が通っている。
- 貨物線のフロリダ東海岸鉄道に高速列車ブライトラインが乗り入れている。ココア市内に停車駅を作る構想がある。

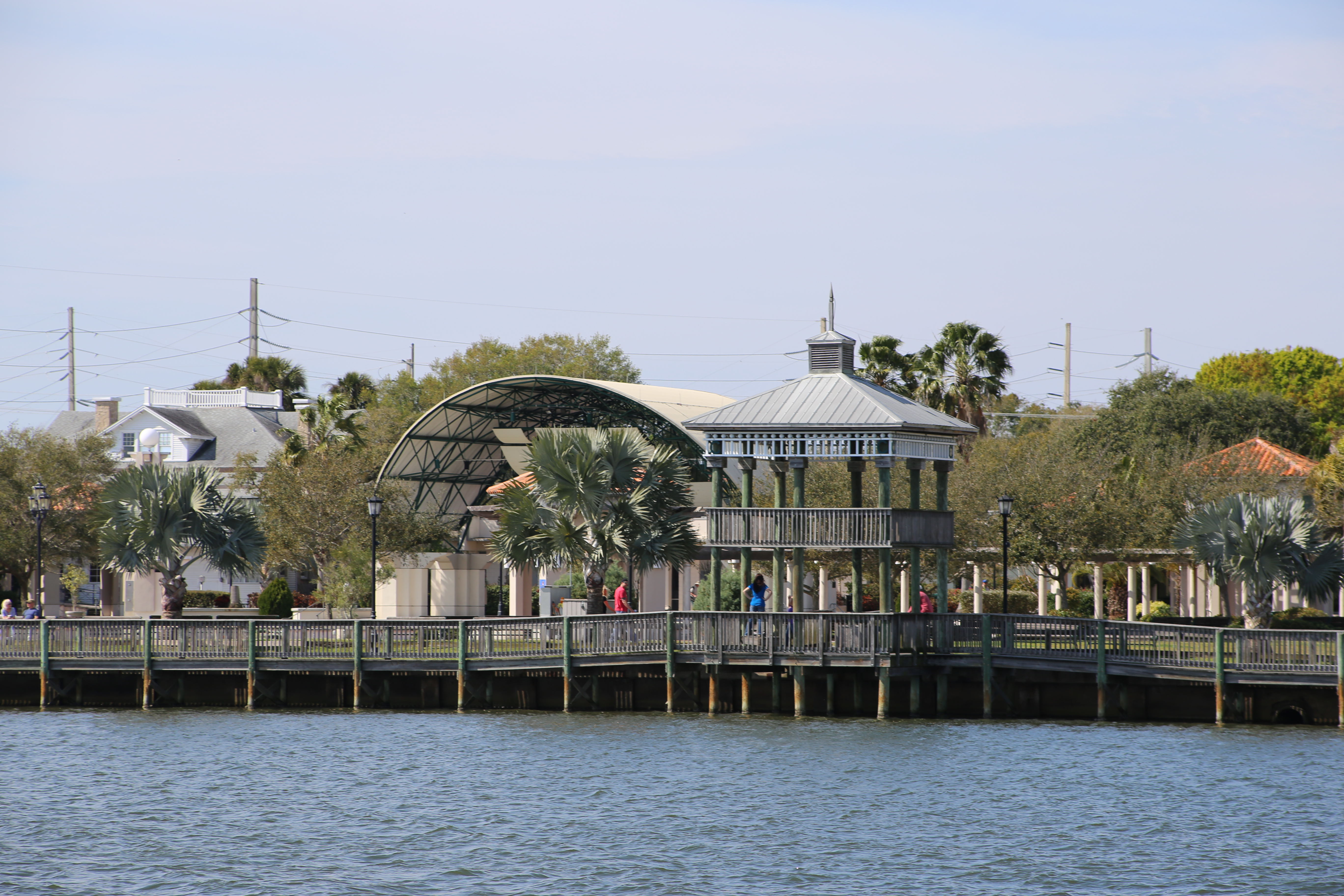
リバーフロント公園